# اجاپاناهالی، چیترادارگا
اجاپاناهالی، چیترادارگا (به انگلیسی: Ajjappanahalli, Chitradurga) یک روستا در هند است که در کارناتاکا واقع شده‌است.